# Nore (Norsko)
Nore je vesnice v municipalitě Nore og Uvdal v kraji Buskerud v jihovýchodním Norsku. Nachází se v tradičním regionu Numedal. Ve vesnici se nachází menší, ale velmi cenný dřevěný sloupový kostel Nore stavkirke z 12. století a další kostel z 19. století.

## Historie

### Obec a municipalita
Od roku 1837 byla oblast součástí okresu Rollag. Od roku 1858 do roku 1961 bylo Nore samostatnou obcí a sídlem stejnojmenné municipality. Od 1. ledna 1962 byla sloučena s městem Uvdal, od tohoto roku název municipality je Nore og Uvdal (Nore a Uvdal). Před sloučením s městem Uvdal měla obec Nore 1975 obyvatel.
Norefjord je centrem obce Nore. Nachází se zde Numedal Hall, střední škola Numedal, škola Nore a kulturní dům. V letních měsících je v bývalém sídle místního sklářského výtvarníka Oddmunda Kristiansena (1920–1997) otevřena výstava. Během posledních dvaceti let svého života využíval tento známý sklářský výtvarník svůj dům jako dílnu a ateliér.

### Dřevěný sloupový kostel (12.st.)
Dřevěný sloupový kostel v Nore (Nore stavkirke) z 12. století (podle dendrochronologického datování vzorků dřeva byl postaven po roce 1167) se nachází jižně od centra. Kostel, který patří mezi charakteristické kostelní stavby tzv. numedalského typu je vyzdoben středověkými dřevořezbami v podobě listů révy vinné a lidožravých lvů, dále v něm najdete nástěnné malby, které vznikly někdy mezi roky 1600 a 1700.

### Kostel z19. století

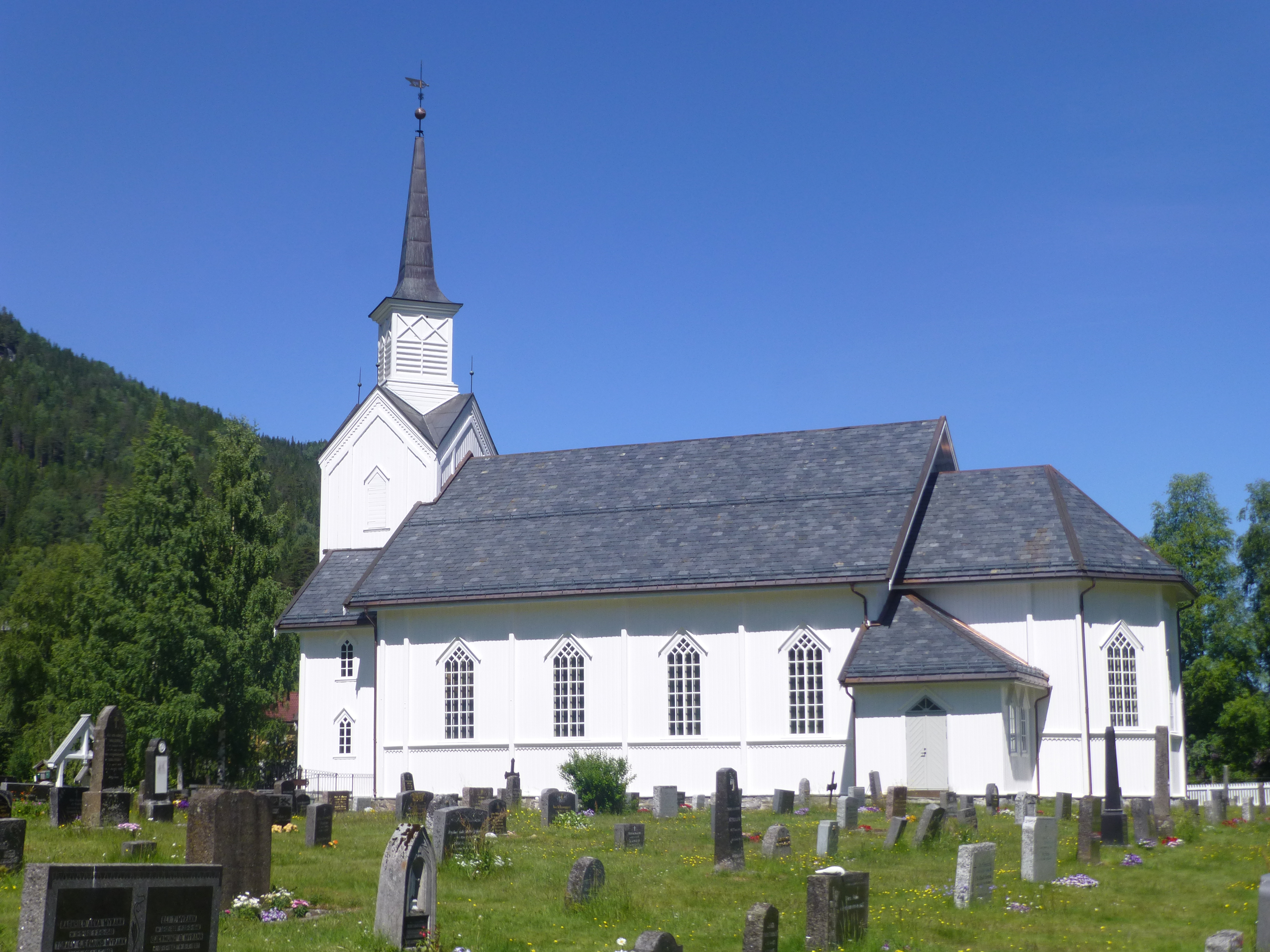
Kostel z 19. století

Zděný kostel Nore kirke byl postaven v poslední čtvrtině 19. století jako náhrada za dřevěný sloupový kostel Nore Stavkirke. Nový kostel navrhl Jacob Wilhelm Nordan (norský architekt narozený v Dánsku, podle jehož plánů v 19. století vznikla řada kostelů), byl vysvěcen 5. října 1880. Původním záměrem bylo dřevěný kostel zbourat, protože byl ve velmi špatném stavu, ale profesor Lorentz Dietrichson převzal iniciativu ve prospěch zachování kostela. V roce 1888 byl kostel předán Společnosti pro ochranu starých norských památek (Fortidsminneforeningen), která již vlastnila i sloupový kostel v nedalekém Uvdalu (Uvdal stavkirke).

### Operace Sunshine
Během druhé světové války se obec Nore s okolím stala vedle měst Rjukan a Notodden jedním ze tří hlavních oblastí operace Sunshine. Když v druhé polovině roku 1944 začala německá vojska ustupovat ze severního Norska, mnohdy používala taktiku spálené země. Leif Tronstad proto začal plánovat a organizovat obranu a ochranu průmyslových lokalit v jižním Norsku. První plán se týkal Horního Telemarku a měl krycí název Operace Sunshine. Jeho základním principem bylo vybudovat obranné síly z existujících ohnisek odboje v oblasti, tj. především hnutí Milorg.
4. října 1944 se na náhorní plošinu Hardangervidda uskutečnil padákový výsadek, ve kterém bylo devět norských členů Kompani Linge. Postupně vytvořili silné bojové skupiny ve městech Rjukan, Notodden a právě v osadě Nore, které měly několik set mužů (jen v Rjukanu to bylo asi 300 odbojářů). Proviantem a zbraněmi byly skupiny zásobovány ze spojeneckých letadel. Když byli Leif Tronstad a Gunnar Syverstad 11. března 1945 zabiti při přestřelce, převzal Jens-Anton Poulsson (který předtím měl na starosti Rjukan) velení celé operace Sunshine, která pokračovala až do konce války.

## Osobnosti
- Lars Larsen Solaas (1929–2011): malíř[7]
- Oddmund Kristiansen (1920–1997): sklářský umělec[8]